# Louis Scarcella
Pour les articles homonymes, voir Scarcella.
Louis Scarcella est un ancien policier américain du service de police de la ville de New York (NYPD). Ex-inspecteur de la brigade criminelle de Brooklyn, et jadis considéré comme un « super-flic », il est à présent mis en cause au sujet de nombreuses condamnations douteuses faisant suite à des enquêtes dont il a été l'instigateur.

## Biographie
Louis Scarcella grandit au sein d'une famille italo-américaine vivant dans le Little Italy de Bensonhurst à Brooklyn. Son père, Domenick est détective au NYPD à Manhattan. Adolescent, il étudie à la Midwood High School, puis il sert durant trois ans dans l'US Navy pendant la guerre du Viêt Nam. Revenu à New York, il intègre alors l'académie de police du NYPD.

## Les affaires

### L'affaireDavid Ranta
Quand Louis Scarcella prend sa retraite en 2000, il a reçu le prix du meilleur officier de police pour son travail d’enquête exceptionnel sur chacune de ces affaires  et il est considéré comme un super-flic. Il est même devenu un habitué des plateaux-télé, se vantant d’ avoir résolu plus de 240 affaires criminelles au cours de sa carrière. Pourtant, en 2011, le scandale éclate : Menachem Lieberman, un témoin qui avait, en 1991, envoyé en prison David Ranta, un toxicomane (qui sera condamné à 37 ans de détention pour l’assassinat d’un rabbin new-yorkais) est pris de remords. Il contacte un avocat et lui avoue avoir fait une fausse déposition à la demande de l’inspecteur Scarcella,. En mars 2013, la Cour Suprême de Brooklyn décide de remettre David Ranta en liberté, ce n'est peut-être qu'un début, plusieurs détenus condamnés à de longues peines après les investigations de Louis Scarcella clamant leur innocence... Innocenté mais stressé par sa remise en liberté, David Ranta fait une sévère crise cardiaque, moins de deux jours après avoir quitté sa prison de haute de sécurité, dont il va se remettre difficilement. En avril 2014, il touche 6 millions de dollars de la ville de New York pour avoir fait 23 ans de prison à tort.

### Emballement
Kenneth P. Thompson (en), l'ancien avocat de Nafissatou Diallo, qui a été élu procureur de district de Brooklyn en janvier 2014 avait promis lors de sa campagne électorale de rouvrir certains dossiers concernant des verdicts controversés.
En avril 2014, Roger Logan, un homme de 53 ans est libéré après avoir passé dix-sept ans en prison, condamné pour un meurtre qu'il n'avait pas commis. En 1997, il avait été identifié par Teresa Gomez, une prostituée citée comme témoin par Louis Scarcella et qui se trouvait pourtant en prison le jour du meurtre auquel elle était censée avoir assisté. La presse révèle que Roger Logan est le septième condamné libéré dans le cadre de l’enquête soupçonnant Scarcella.
En janvier 2015, Kenneth P. Thompson déclare à la presse que son bureau est en train d'examiner 21 condamnations de meurtre dont 18 impliquant le détective de police à la retraite Louis Scarcella.
Ainsi, Derrick Hamilton, un Afro-Américain accusé d'avoir assassiné un homme de 26 ans à New York en 1991 puis condamné après une enquête dirigée par Louis Scarcella et qui avait été libéré sur parole dès décembre 2011 est officiellement disculpé en janvier 2015. À cette occasion, Kenneth P. Thompson fait la déclaration suivante :
The people of Brooklyn elected me to ensure that justice is done and that is what my decision to vacate Derrick Hamilton’s conviction reflects. The Conviction Review Unit carefully analyzed the scene of the crime and based on the scientific and medical evidence concluded that the sole eyewitness’ account was unreliable (« Les gens de Brooklyn m'ont élu pour veiller à ce que justice soit faite et c'est ce que ma décision d'annuler la condamnation de Derrick Hamilton reflète. L'Unité de révision des condamnations a soigneusement analysé la scène du crime et s'est basée sur les preuves scientifiques et médicales pour conclure que le seul témoin oculaire était peu fiable »).